# Taldyqorǵan
Taldyqorğan (in kazako Талдықорған?) è una città del Kazakistan, capoluogo della regione di Zhetisu. Nel 2003 aveva una popolazione di 118 400 abitanti.

## Cultura

### Istruzione
La città ha un variegato sistema educativo, che include un'università, istituti, scuole tecniche, scuole secondarie e scuole dell'infanzia.

## Infrastrutture e trasporti
È presente un aeroporto che la collega a numerose città kazake e russe, ed un'importante stazione ferroviaria data la sua posizione centrale nell'area ex-sovietica.

## Amministrazione

### Gemellaggi
- Antalya

## Sport

### Calcio
Il club calcistico cittadino è il Jetisw che milita nella massima divisione nazionale.